# Ян Янський
Ян Янський (нар. 3 квітня 1873 року, Сміхов, Прага — пом. 8 вересня 1921 року, Дольні Мокропси) — чеський серолог, невролог та психіатр, першовідкривач чотирьох основних груп крові.[джерело?]

## Біографія
Ян Янський народився 3 квітня 1873 року в Празі, у родині сміховського купця Яна Янського та його дружини Марії (до шлюбу Зеленкова). Старший з двох синів. Навчався спочатку в сміховській гімназії, а згодом в академії. Продовжив навчання на медичному факультеті Празького університету (на той час Карло-Фердинандовий університет), який закінчив у 1898 р. Після закінчення університету почав працювати як асистент чеського психіатра, автора першого підручника з психіатрії чеською мовою (1897) Карела Куфнера. Згодом став лікарем в психіатричній клініці в Празі. Наголошував на традиційній чеській психіатрії, яка в той час базувалася на результатах, отриманих методами дослідження соматичної медицини. Досліджував лікворологію та створив лікворологічну лабораторію. Серед досягень Яна Янського відзначають той факт, що він був судовим експертом з психіатрії і його висновки суд брав до уваги.

У 1914 році Ян Янський став професором Чеського університету в Празі і заступником головного лікаря психіатричної клініки. У тому ж році, після початку Першої світової війни, він був мобілізований на фронт лікарем, поки в 1916 році через серцевий напад не демобілізувався. Повернувшись на батьківщину, після Першої світової війни працював на посаді начальника Нейропсихіатричного відділення Військового госпіталю в Празі. Через три роки, 8 вересня 1921 р. у Черношицях, поблизу Праги, він помер від ішемічної хвороби серця.

## Особисте життя
14 червня 1899 року Ян Янський одружився з дочкою будівельника Гедвікою Бечковою. У них були сини Станіслав (*1900) і Ян (*1902). Сім'я жила в Сміхові, пізніше в празькому районі Нове Місто.

Сестра Яна Янського Карела (*1877) у 1899 році стала дружиною майбутнього міністра фінансів Чехословаччини Алоїза Рашина.

## Дослідження
Як психіатр, Ян Янський займався взаємозв'язком між аглютинацією крові і психічними захворюваннями з самого початку своєї медичної практики. Після кількох років досліджень він приходить до усвідомлення того, що таких відносин не існує, про що опублікував роботу «Hematologická studie u psychotiků» (1907). В цій публікації він класифікував кров по чотирьох групах: I, II, III, IV. Однак це фундаментальне відкриття не оцінюється під час його створення — сам Ян Янський зосереджується на психіатрії, а не на дослідженні крові.

Цікавим також є факт, що паралельно з відкриттям Яна Яноса[уточнити] відносно груп крові, паралельно над цими ж питаннями працювали віденський патологоанатом[джерело?] Карл Ландштайнер, а також американський лікар Вільям Лоренцо Мосс. Останній, до речі, у своїх дослідженнях посилався на праці Янського. Карл Ландтштейнер, описав лише три групи: 0, A і B. Він не знав, що існує ще одна група, що позначалася AB, яку на підставі дослідження Ландтштейнера відкрили його учні. За це в 1930 році Ландтштейнеру була присуджена Нобелівська премія з фізіології і медицини. Австрійський вчений опублікував своє дослідження раніше за Янського, хоча першість можна оскаржити, оскільки праця Вільяма Лоренцо Мосса, в якій він опирався на дослідження Янського, вийшла раніше.

## Вшанування пам'яті

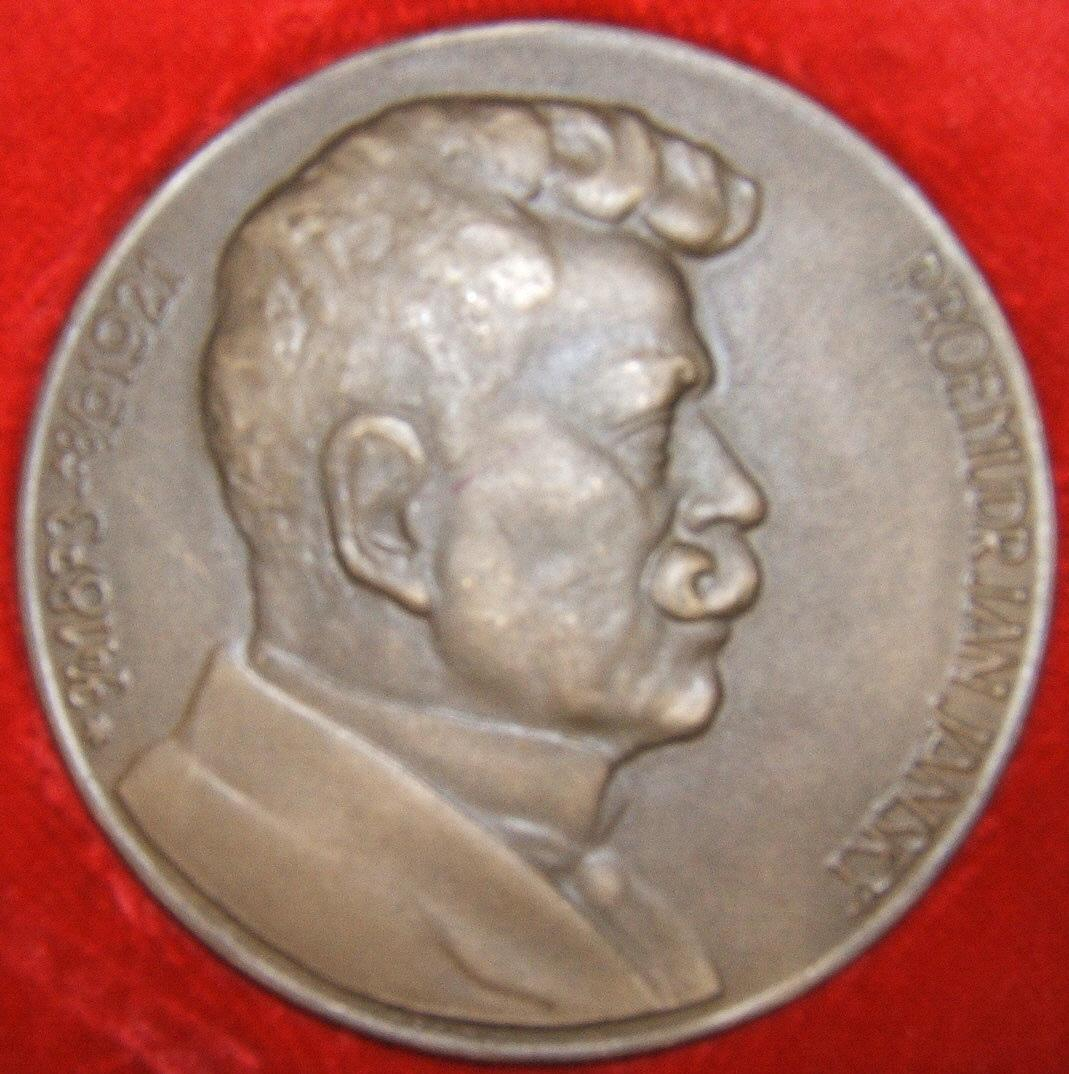
Медаль почесного донора із зображенням Яна Янського

- 1953 року вийшов фільм Таємниці крові режисера Мартіна Фріча.
- В районі Прага 13 в місті Прага одна з вулиць найменована на його честь — вулиця Янського.
- На честь видатного вченого почесним донорам Чехії та Словаччини вручається медаль із зображенням Яна Янського.